# 32281 Shreyamenon
32281 Shreyamenon è un asteroide della fascia principale. Scoperto nel 2000, presenta un'orbita caratterizzata da un semiasse maggiore pari a 3,0299896 UA e da un'eccentricità di 0,0761470, inclinata di 1,45888° rispetto all'eclittica.